# Горяново (Калузька область)
Горяново (рос. Горяново) — присілок в Жуковському районі Калузької області Російської Федерації.
Населення становить 2 особи. Входить до складу муніципального утворення Село Радгосп Чаусово.

## Історія
Від 2004 року входить до складу муніципального утворення Село Радгосп Чаусово

## Населення
| 2002 | 2010 |
| ---- | ---- |
| 0    | ↗2   |